# Micah Lee
Micah Lee ist ein Analyst von Informationstechnik und Aktivist, der für die Freedom of the Press Foundation tätig ist und für die Electronic Frontier Foundation (EFF) tätig war. Als Blogger schreibt er über Informationssicherheit, beispielsweise über das Tor-Netzwerk, die Verschlüsselung von Daten, zum Beispiel mit Pretty Good Privacy oder Hacker allgemein. Seine Tätigkeit für die EFF gab Lee zu Gunsten einer Beschäftigung bei The Intercept Anfang 2014 auf. Dort ist er ebenfalls mit dem Schutz von Informationen oder der Betriebssicherheit im Umgang mit Material von beispielsweise Edward Snowden beschäftigt.

## Encryption Works
Lee ist Autor des frei verfügbaren (CC-by-lizenzierten) Textes „Encryption Works – how to Protect Your Privacy in the Age of NSA Surveillance“, der im Juli 2013 kurz nach dem Anfang der globalen Überwachungs- und Spionageaffäre von der Freedom of the Press Foundation veröffentlicht wurde. In ihm werden zentrale Punkte zum eigenen Datenschutz beschrieben – im Kontext der Überwachung des Internets durch die Five Eyes und ihre Partner.

„Defending yourself against the NSA, or any other government intelligence agency, is not simple, and it's not something that can be solved just by downloading an app. But thanks to the dedicated work of civilian cryptographers and the free and open source software community, it's still possible to have privacy on the Internet, and the software to do it is freely available to everyone. This is especially important for journalists communicating with sources online.“

„Es ist nicht einfach, sich vor der NSA oder beliebigen anderen nachrichtendienstlichen Regierungsbehörden zu schützen, und es ist nichts, das durch Herunterladen einer App gelöst werden kann. Doch dank der Arbeit von engagierten zivilen Kryptographen und der Gemeinschaft der freien und offenen Software ist es immer noch möglich, über Privatsphäre im Internet zu verfügen. Die Software dazu ist für jeden frei verfügbar. Das ist ganz besonders wichtig für Journalisten, die mit ihren Quellen online kommunizieren.“